# Aldo Olivieri
Pour les articles homonymes, voir Olivieri.
Aldo Olivieri (né le 2 octobre 1910 à San Michele Extra en Vénétie et mort le 5 avril 2001 à Lido di Camaiore en Toscane) est un footballeur international italien, qui jouait au poste de gardien de but avant d'ensuite devenir entraîneur.

## Biographie

### Joueur
En tant que joueur, il joue au Hellas Vérone, puis à l'AC Padoue, ensuite au Lucchese Libertas, à l' AC Torino (qu'il rejoint en 1938 à la demande de l'entraîneur Ernő Erbstein) et à l'AC Brescia.
Durant les années 1930, il devient le premier gardien de but italien à intégrer une formation de la FIFA lors d'un match amical contre l'Angleterre (dont participa également les joueurs italiens Foni, Rava ainsi que Silvio Piola)
Il remporte une Serie B en 1936.
Olivieri le gardien fut international italien à 24 reprises (1936-1940) pour aucun but (disputant sa première sélection le 15 novembre 1936 lors d'un nul 2-2 contre l'Allemagne).
Il participe à la Coupe du monde de football de 1938. Il est titulaire dans tous les matchs (France, Brésil, Hongrie et Norvège) et remporte la Coupe du monde 1938 avec l'Italie.

### Entraîneur
Durant le début de l'après-guerre, Olivieri entame une carrière d'entraîneur (étant tout d'abord entraîneur-joueur avec le club de Viareggio), partant du modeste club de l'AS Lucchese-Libertas.
En 1938, il prend les rênes du club nordiste de l'Udinese, qu'il parvient à faire passer de la Serie C à la Serie A en moins de deux ans, avec un club d'une ville qu'il affectionnait particulièrement (il vivait dans un élégant appartement mis à sa disposition par le vice-président du club Raimondo Mulinaris, industriel dans le secteur alimentaire et propriétaire d'une importante fabrique de pâtes dans le centre de la via Cussignacco).
Toujours en tant qu'entraîneur, il dirige ensuite l'Inter Milan, la Juventus (avec qui il dirige en tout 68 matchs, dont 32 victoires, dirigeant son premier match sur le banc le 13 septembre 1953 lors d'un succès sur Triestina 3-1 à l'extérieur en Serie A), l'US Triestina (avec qui il fut suspendu pour un an en 1956 pour s'être occupé des transferts de joueurs dans son équipe, pratique à l'époque interdite) et l'US Casertana. Il ne remporte rien en tant qu'entraîneur.
Il décède à l'âge de 90 ans dans la Versilia où il vivait depuis quelque temps (il était le dernier survivant de la coupe du monde 1938).

## Clubs
| - 1929-1934 : AC Vérone - 1933-1934 : AFC Padoue (prêt) - 1934-1938 : Lucchese Libertas - 1938-1942 : AC Torino - 1942-1943 : AC Brescia - 1943-1946 : AC Viareggio Calcio |  | - 1945-1946 : AC Viareggio Calcio - 1946-1947 : Lucchese Libertas - 1948-1950 : AC Udinese - 1950-1952 : Inter Milan - 1952-1953 : AC Udinese - 1953-1955 : Juventus FC - 1958-1959 : US Triestina - 1959-1960 : Hellas Vérone (adjoint de Guido Tavellin (it)) - 1967-1968 : US Casertana |

## Palmarès

### En tant que joueur

#### Club
| Lucchese - Serie B (1) : - Champion : 1935-36. |  | Torino - Championnat d'Italie : - Vice-champion : 1938-39 et 1941-42. |  | Brescia - Serie B : - Vice-champion : 1942-43. |

#### Sélection
Italie
- Coupe du monde (1) :
  - Vainqueur: 1938.

### En tant qu'entraîneur
| Inter - Championnat d'Italie : - Vice-champion : 1950-51. |  | Juventus - Championnat d'Italie : - Vice-champion : 1953-54. |